# Хейкер, Даниэль Моисеевич
Даниэль Моисеевич Хейкер (4 апреля 1930 года, Житомир — 23 мая 2018 года, Москва) — физик, глава отечественной школы рентгеновской дифрактометрии, крупный специалист в области рентгеноструктурного анализа и научного приборостроения, доктор физико-математических наук, профессор, заслуженный деятель науки РФ (1998).

## Биография
Родился 4 апреля 1930 года в Житомире. Закончив с серебряной медалью среднюю школу, в 1947 г. поступил в Московский инженерно-физический институт (окончил в 1953 году, с отличием) и активно участвовал в научных исследованиях под руководством профессора Г. С. Жданова. Тогда были опубликованы его первые работы: «Структура сверхпроводников. Рентгенографическое исследование BiPd» и «Простой метод расчета множителя поглощения в рентгеноструктурном анализе».
В 1963 г. Д. М. Хейкер с отличием окончил МИФИ и поступил на работу инженером в ВНИИ Асбестцемент. Там создал и возглавил лабораторию физических методов исследования с аппаратурой для электронной микроскопии, ИК-спектроскопии и рентгеновской дифрактометрии.
В 1958 г. Д. М. Хейкер защитил кандидатскую диссертацию на тему «Дифрактометрические методы решения некоторых основных задач рентгеноструктурного анализа».
С 1964 по 2015 г. работал в Институте кристаллографии АН СССР (РАН). Здесь им были созданы эффективные методики дифрактометрического исследования разнообразных монокристаллов, в том числе жидких и кристаллов белков, а также поликристаллических и полимерных материалов.
В 1972 г. защитил докторскую диссертацию «Рентгеновская дифрактометрия» : диссертация… доктора физико-математических наук : 01.00.00. — Москва, 1971. — 278 с.
Д. М. Хейкер внёс значительный вклад в развитие отечественного приборостроения и создание отечественных рентгеновских дифрактометров. Под руководством Д. М. Хейкера были созданы сцинтилляционный и пропорциональный счётчики, а также многочисленные гониометрические приставки к серийному рентгеновскому дифрактометру. Эти разработки были положены в основу создания рентгеновского дифрактометра общего назначения ДРОН в НПО «Буревестник».
Совместно с СКБ Института кристаллографии и НПО «Буревестник» под его руководством были разработаны автоматические наклонные дифрактометры типа ДАР и четырёхкружный автоматический дифрактометр для монокристаллов типа РЭД. Дифрактометры ДАР и РЭД выпускались малыми сериями, и ими были оснащены многие лаборатории СССР.
С середины 1970-х гг. вёл работы по разработке и изготовлению автоматических рентгеновских дифрактометров с координатными двумерными детекторами.
На базе СКБ Института кристаллографии и НПО «Буревестник» под его руководством был разработан и изготовлен многоканальный дифрактометр для исследования белков ДАРК 2.0.
В 1980 г. совместно с учёными ЛВЭ ОИЯИ (Дубна) и СКБ Института кристаллографии создал дифрактометр КАРД с двумерным детектором на основе пропорциональной камеры с 256 х 256 элементами пространственного разрешения. В течение многих лет на этом приборе в стране исследовались сотни образцов монокристаллов белков и их производных, а также вирусов.
Д. М. Хейкер вместе с коллегами занимался разработкой станций для рентгеноструктурного анализа на пучках синхротронного излучения. В 2006 г. были завершены работы по созданию первой в России станции белковой кристаллографии «Белок» на накопителе «Сибирь 2» и начата её регулярная эксплуатация.
При активном участии Д. М. Хейкера было завершено создание многоцелевой станции рентгеноструктурного анализа «РСА» на боковом пучке из вигглера накопителя «Сибирь 2», которая позволила с высокой точностью и чувствительностью исследовать атомную структуру, включая наноструктуру на монокристаллических и порошковых образцах, а также измерять с высокой точностью диффузный фон для определения структуры нанокластеров в монокристаллах.

## Награды и звания
Заслуженный деятель науки РФ (1998). Награждён медалями «За доблестный труд» и «Ветеран труда», шестью медалями ВДНХ.

## Научные труды
- Рентгеновская дифрактометрия [Текст] / Д. М. Хейкер, Л. С. Зевин ; Под ред. проф. Г. С. Жданова. — Москва : Физматгиз, 1963. — 380 с.[2]
- Рентгеновские методы исследования строительных материалов [Текст] / Л. С. Зевин, Д. М. Хейкер. — Москва : Стройиздат, 1965. — 362 с.
- Рентгеновская дифрактометрия монокристаллов [Текст]. — Ленинград : Машиностроение. [Ленингр. отд-ние], 1973. — 256 с.
- A Coordinate X-Ray Diffractometer Based on a Two-Dimensional Proportional Chamber and a Two-Circle Goniometer. Andrianova M.E., Kheiker D.M., Popov A.N., Simonov V.I., Anisimov Yu.S., Chernenko S.P., Ivanov A.V., Movchan S.A., Peshekhonov V.D., Zanevsky Yu.V. — Journal of Applied Crystallography. 1982. Т. 15. С. 626.[3]
- Using a Two-Dimensional Detector for X-ray Powder Diffractometry. Sulyanov S. N., Popov A. N., Kheiker D. M. — Journal of Applied Crystallography. 1994. Т. 27. № pt 6. С. 934—942.[4]
- Кристалл-монохроматор с большой кривизной сагиттального изгиба. Хейкер Д. М., Шишков В. А., Шилин Ю. Н., Русаков А. А., Дороватовский П. В., Жаворонков Н. В. — Кристаллография. 2007. Т. 52. № 4. С. 767—769.[5]
- Станция белковой кристаллографии на пучке СИ из поворотного магнита накопителя «Сибирь-2». Хейкер Д. М., Ковальчук М. В., Шилин Ю. Н., Шишков В. А., Сульянов С. Н., Дороватовский П. В., Русаков А. А. — Кристаллография. 2007. Т. 52. № 2. С. 374—380.[6]
- Станция рентгеноструктурного анализа материалов и монокристаллов, включая нанокристаллы, на СИ из вигглера накопителя «Сибирь-2». Хейкер Д. М., Ковальчук М. В., Корчуганов В. Н., Шилин Ю. Н., Шишков В. А., Сульянов С. Н., Дороватовский П. В., Рубинский С. В., Русаков А. А. — Кристаллография. 2007. Т. 52. № 6. С. 1145—1152.[7]
- Тепловые деформации в фокусирующих каналах станций рентгеноструктурного анализа накопителя «Сибирь-2». Хейкер Д. М., Коноплев Е. Е., Молоденский Д. С., Шишков В. А., Дороватовский П. В. -Кристаллография. 2010. Т. 55. № 5. С. 954—960.[8]
- Эффективность фокусирующего канала станции «Белок» на накопителе «Сибирь-2». Молоденский Д. С., Дороватовский П. В., Забродский В. В., Хейкер Д. М. — Кристаллография. 2010. Т. 55. № 5. С. 949—953.[9]
- Расчет параметров станции рентгеноструктурного анализа (РСА) с адаптивной сегментированной оптикой на боковом пучке вигглера в накопителе «Сибирь-2». Молоденский Д. С., Хейкер Д. М., Корчуганов В. Н., Коноплев Е. Е., Дороватовский П. В. — Кристаллография. 2012. Т. 57. № 3. С. 520.[10]

## Патенты
- Устройство для формирования рентгеновского пучка и устройство для изгиба кристалла[11]
- Фокусирующий монохроматор[12]